# Botad
Botad è una suddivisione dell'India, classificata come municipality, di 100.059 abitanti, situata nel distretto di Botad, nello stato federato del Gujarat. In base al numero di abitanti la città rientra nella classe I (da 100.000 persone in su).

## Geografia fisica
La città è situata a 22° 10' 0 N e 71° 40' 0 E e ha un'altitudine di 69 m s.l.m..

## Società

### Evoluzione demografica
Al censimento del 2001 la popolazione di Botad assommava a 100.059 persone, delle quali 52.668 maschi e 47.391 femmine. I bambini di età inferiore o uguale ai sei anni assommavano a 15.458, dei quali 8.304 maschi e 7.154 femmine. Infine, coloro che erano in grado di saper almeno leggere e scrivere erano 63.649, dei quali 37.435 maschi e 26.214 femmine.